# Karlskoga
Karlskoga es una ciudad, sede del municipio homónimo, en la provincia de Örebro, Suecia. Con una población de 27 261 habitantes en 2023, es la segunda área urbana más grande en Värmland y en la provincia de Örebro.

## Historia
La parroquia de Karlskoga se estableció en 1586 y pronto se construyó una iglesia de madera. En el siglo xvii se establecieron catorce pequeñas fábricas de hierro y ocho martinetes para hierro forjado. La mayoría de estos todavía funcionaban en la década de 1860, pero los trabajos de hierro dominantes eran los de la cercana Bofors. En 1871 Bofors produjo 6124 toneladas métricas de hierro, más que cualquier otra planta en Suecia. En 1882, la parroquia (socken) de Karlskoga tenía 11 184 habitantes.
La ciudad de Karlskoga ha evolucionado en torno a Bofors, que a finales del siglo xix se transformó en un fabricante de cañones y en el siglo xx, una industria de defensa más diversificada. El dueño más famoso de Bofors fue Alfred Nobel, propietario de la compañía desde 1894 hasta su muerte en diciembre de 1896. Tuvo el papel clave en la remodelación del fabricante de hierro en un moderno fabricante de cañones e industria química. Durante los veranos de 1894-1896 también vivió en la casa señorial Björkborn. A pesar de que murió en su villa en San Remo, Italia y tenía una casa en París, Francia, se decidió que su residencia estaba en Björkborn, Karlskoga. Debido a eso, fue aquí donde su famoso testamento escrito en París en 1895 fue registrado legalmente, lo que eventualmente hizo posible establecer el Premio Nobel.
En 1940 la ciudad de Karlskoga y sus alrededores (el mismo territorio que el actual municipio de Karlskoga) obtuvieron el título formal de ciudad (stad). Desde 1971 este término no tiene significado legal y solo el área urbanizada se considera una ciudad de facto.

## Demografía
| 1900 | 1960   | 1965   | 1970   | 1975   | 1980   | 1990   | 1995   | 2000   | 2005   | 2010   | 2015   |
| ---- | ------ | ------ | ------ | ------ | ------ | ------ | ------ | ------ | ------ | ------ | ------ |
| 1810 | 31 433 | 34 970 | 36 963 | 35 425 | 34 329 | 31 106 | 30 177 | 28 579 | 27 500 | 27 084 | 27 490 |